# 小黄花鸢尾
小黄花鸢尾（学名：Iris minutoaurea）为鸢尾科鸢尾属的植物。分布于日本以及中国大陆的辽宁等地，生长于海拔500米的地区，常生于山坡及林缘草丛中，目前尚未由人工引种栽培。

## 异名
- Iris koreana auct. non Nakai